# Bisaltes triangularis
Bisaltes triangularis là một loài bọ cánh cứng trong họ Cerambycidae.